# شلتنهام
شلتنهام (بالإنجليزية: Cheltenham) هي بلدة تقع في مقاطعة غلوسترشير على أطراف الكوتسوولدز، في جنوب غرب إنكلترا.

## التاريخ
اسم البلدة ياتي من اسم النهر الذي يمر به، وهو نهر الچلت River Chelt. لم تكن شلتنهام بلدة ذات شأن إلى أن زارها جورج الثالث عام 1778م، فكانت هذه الزيارة بمثابة دعاية جيدة لشلتنهام وتحولت مع الزمن إلى بلدة سياحية.

## الجغرافيا

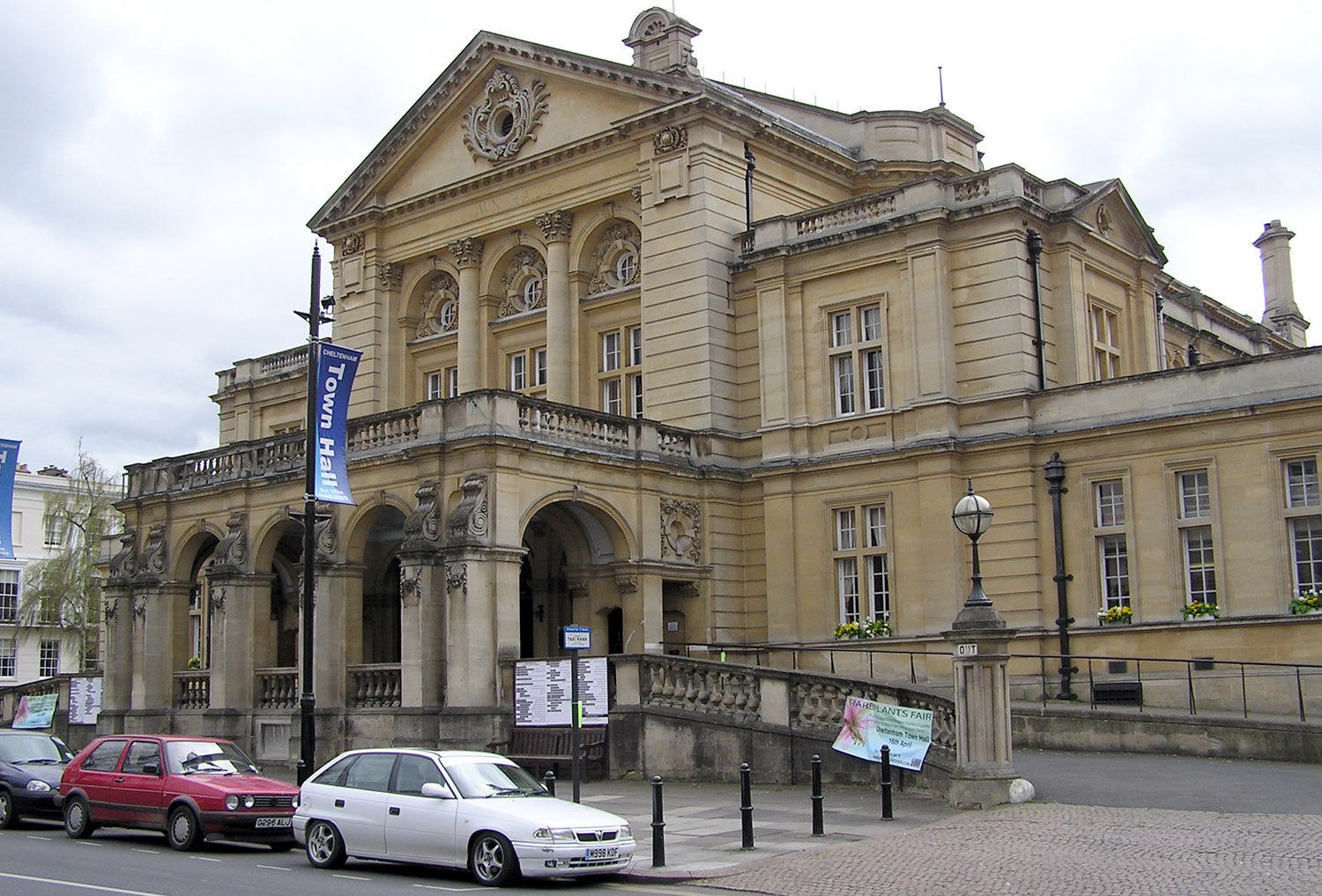
مبنى البلدية، انشأ عام 1902 م.

تقع شلتنهام على أطراف الكوتسوولدز في القسم الجنوبي-الشرقي لإنگلترا. وتبدو ظاهريا بلدة ثرية ومحترمة. يمر نهر الشلت تحت المدينة وهي معرضة للفيضانات. حسب التعداد السكاني لعام 2001م، فإن عدد سكان البلدة 110,013 نسمة. ويسمى الشخص الشلتنهامي Cheltonian وجمعها Cheltonians.

### أحياء شلتنهام
Montpellier
في الجزء الجنوبي-الغربي من البلدة. بنيت بالأصل في ثلاثينيات القرن التاسع عشر. يشتهر الحي اليوم بالمقاهي والمطاعم ومجموعة من المحلات المتخصصة.
Lansdown Crescent
في الجزء الجنوبي-الغربي أيضاً. بنيت أيضا في ثلاثينيات القرن التاسع عشر.
Charlton Park
في الجزء الشرقي. كانت هذه المنطقة سابقا حديقة حجمها 72 فدان (290,000 متر مربع) وكان فيها قصر تحولت بعدها إلى مدرسة.
Prestbury
في الجزء الشمالي-الشرقي. تقع تلة كليف شمال برتسبري.
Leckhampton
تقع لكهامتون حوالي ميل ونصف الميل (ثلاث كيلومترات) جنوب شلتنهام.

## الثقافة
تقام في البلدة عدة مهرجانات ثقافية أشرها المهرجان الأدبي الذي ابتدأ سنة 1949 م والذي يعتبر أقدم مهرجان من نوعه في العالم. كما يقام فيها مهرجان سنوي للعلوم ابتدأ سنة 2002 م.

## التعليم

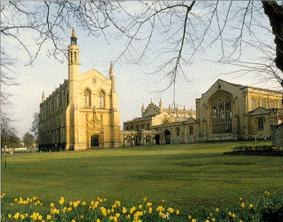
كلية شلتنهام

أقدم مدرسة في شلتنهام تعود إلى 1574م. كلية شلتنهام (اسست 1841م) كانت من أوائل المدارس العامة في العهد الفكتوري.
كما تقع ثلاث أقسام من جامعة غلوستيرشير في شلتنهام، حيث تقع الرابعة في غلوستر.

## الأماكن الدينية
هناك مسجدين جامعين في شلتنهام. «مسجد الفلاح» في آخر الشارع الرئيسي للبلدة ذو غالبية غوجاراتية والثاني «مسجد المدينة» ذات غالبية بنغالية. وكلا الجامعين ذات ميول ديوبندية.